# 平貴村 (愛知県)
平貴村（ひらきむら）は、かつて愛知県碧海郡にあった村である。
現在の安城市東部（上条町・高木町・別郷町・山崎町・北山崎町・東別所町・西別所町・大岡町など）に該当する。

## 歴史
- 1884年（明治17年）
  - 山崎村が山崎村と北山崎村に分立する。
  - 別郷村と牧内新田村が合併し、別郷村となる。
- 1889年（明治22年）10月1日 - 上条村、高木村、別郷村、山崎村、北山崎村、東別所村、西別所村、大岡村が合併し、平貴村が発足。
- 1906年（明治39年）5月1日 - 安城村、箕輪村、福釜村、赤松村、今村、里村、古井村、及び長崎村の一部[1]と合併し、安城町が発足。同日平貴村廃止。